# گونه ابرفراوان

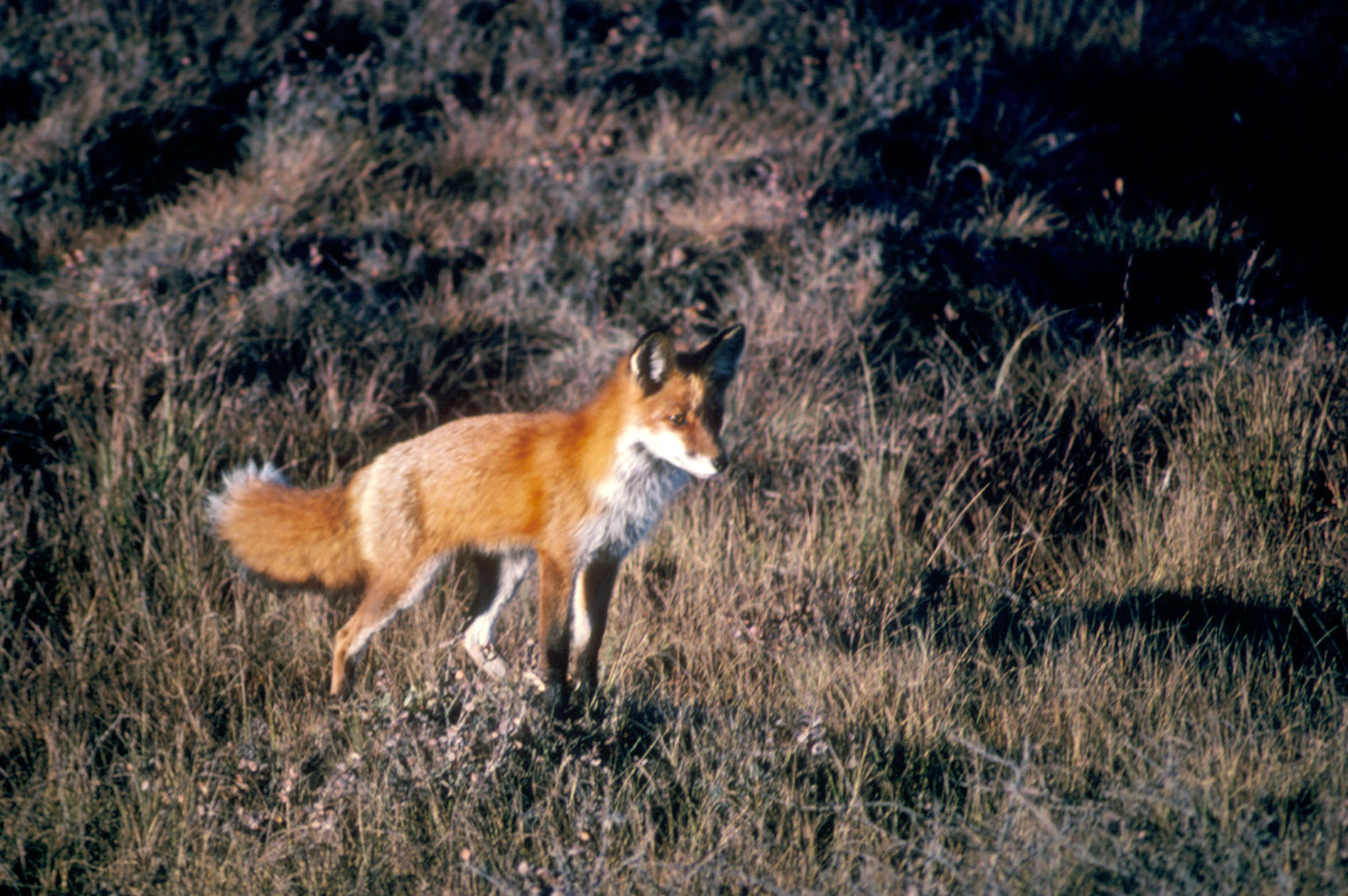
روباه قرمز (Vulpes vulpes)

در زیست‌شناسی، گونه اَبَرفراوان (به انگلیسی: Overabundant species)، به تعداد بیش از حد افراد گفته می‌شود و زمانی رخ می‌دهد که از تراکم جمعیت طبیعی فراتر رفته باشد. افزایش جمعیت جانوران تحت تأثیر عوامل مختلفی است که برخی از آنها شامل تخریب زیستگاه یا افزایش توسط فعالیت‌های انسانی، معرفی گونه‌های مهاجم و معرفی دوبارهٔ گونه‌های در معرض تهدید به ذخایر حفاظت شده‌است.

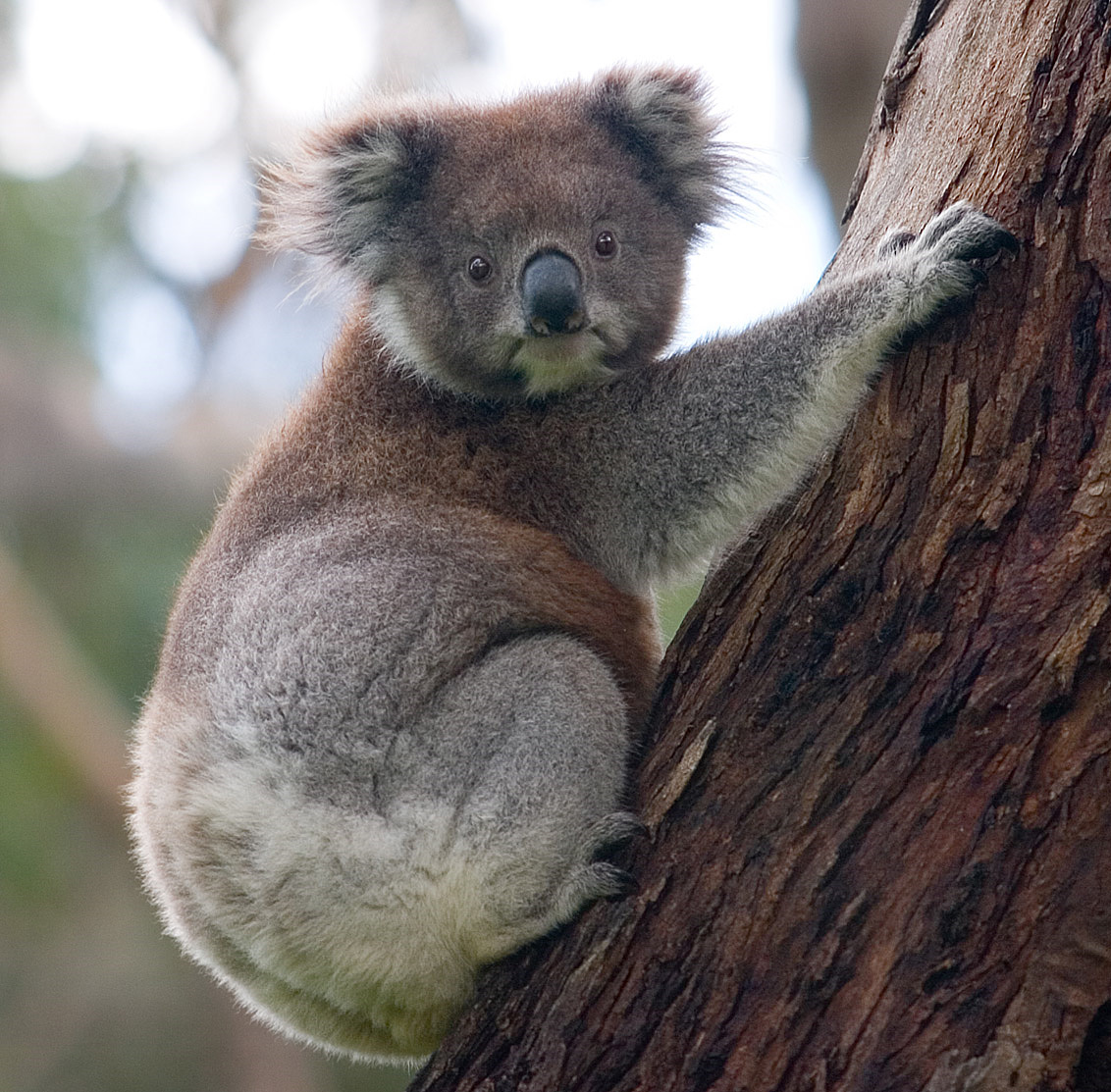
کوالای استرالیایی (Phascolarctos cinereus)